# Dekanat masłowski
Dekanat masłowski – jeden z 33 dekanatów rzymskokatolickiej diecezji kieleckiej. Tworzy go 8 parafii:
- Bęczków – pw. św. Jana z Dukli
- Brzezinki – pw. Najświętszej Maryi Panny Królowej Świata
- Domaszowice – pw. bł. Wincentego Kadłubka
- Kielce (Dąbrowa) – pw. Najświętszej Maryi Panny Matki Kościoła
- Leszczyny – pw. św. Jacka
- Masłów Pierwszy – pw. Przemienienia Pańskiego
- Mójcza – pw. Matki Bożej Częstochowskiej
- Wiśniówka – pw. Matki Bożej Częstochowskiej